# Rezerwat przyrody Hedera
Rezerwat przyrody Hedera – rezerwat florystyczny położony w województwie kujawsko-pomorskim, powiecie nakielskim, gminie Nakło nad Notecią. Powierzchnia rezerwatu wynosi 15,14 ha (wcześniej podawano 16,94 ha).
Obszar rezerwatu podlega ochronie czynnej.

## Lokalizacja
Pod względem fizycznogeograficznym rezerwat znajduje się na styku mezoregionów: Pojezierza Krajeńskiego (314.69) i Kotliny Toruńskiej (315.25). Zajmuje on strome skarpy wąwozu, wcinającego się w północne zbocze Pradoliny Toruńsko-Eberswaldzkiej.
Znajduje się ok. 400 m na południe od drogi krajowej nr 10, w pobliżu wsi Minikowo.
Rezerwat jest położony w obrębie korytarza ekologicznego włączonego do sieci Natura 2000: Doliny Noteci (OZW).

## Charakterystyka
Rezerwat utworzono w celu ochrony stanowiska bluszczu pospolitego (Hedera helix) – pnącza ciepłolubnego, którego tak obfite występowanie, w tym licznych okazów kwitnących jest rzadkością. Zbocza wąwozu erozyjnego porasta las o charakterze grądu. Okazy bluszczu pną się na drzewach oraz porastają dno lasu. 
Większość starych okazów ma zdrewniałe pędy o średnicach dochodzących do 5 cm, niektóre pędy boczne odstają od pni na odległość przekraczającą 30 cm. Na uwagę zasługują zmienne kształty blaszki liściowej bluszczu, od typowych do prawie owalnych. Większość osobników kwitnie i owocuje.

## Szlak rezerwatów
Wzdłuż Pradoliny Toruńsko-Eberswaldzkiej, a zwłaszcza jej północnej krawędzi, między Bydgoszczą a Wyrzyskiem, znajduje się ciąg rezerwatów nadnoteckich. Począwszy od Bydgoszczy, można zwiedzić następujące rezerwaty: 
1. Kruszyn (leśny),
2. Hedera,
3. Las Minikowski (leśny),
4. Łąki Ślesińskie (florystyczny),
5. Skarpy Ślesińskie (florystyczny),
6. Borek (leśny),
7. Zielona Góra (leśny).